# عائلة الأستاذ شلش (مسلسل)
عائلة الأستاذ شلش هو مسلسل تلفزيوني مصري عُرض أول مرة سنة 1990، من بطولة صلاح ذو الفقار، وإخراج محمد نبيه.

## القصة
يستعرض المسلسل الحياة اليومية للأستاذ فاروق شلش (صلاح ذو الفقار)، من خلال عدد كبير من المواقف والمفارقات الكوميدية التي تنشأ من خلال علاقته بزوجته وبأولاده، أو علاقاته بالجيران أو مع زملائه في العمل.

## الشخصيات
| - صلاح ذو الفقار: فاروق شلش - ليلى طاهر: نجية - محمود الجندي: محمود - أحمد سلامة: هشام شلش - ناهد جبر: قوت القلوب الصابوني - جمال إسماعيل: الأسطى عزقلاني - سلوى عثمان: ألفت حبيبة نبيل - زوزو نبيل: فتنة هانم - إجلال زكي: ليلى شلش - تحية الأنصاري: سحر شلش - ماجدة زكي: نادية شلش - عماد رشاد: نبيل شلش - علاء عوض: هاني زميل سحر - نبيل نور الدين: مدحت - نشوى مصطفى: ايناس زميلة هشام - أشرف فاروق - محمود علوان - لاشينة لاشين - هاني كمال: د.أحمد - شريف إدريس: رامي أبن نادية شلش - عادل شريف: طفل - إيمان يسري: طفلة - محمد حسين: طفل - ريم: طفلة - نسمة حامد: طفلة - شريف صبري: علاء زوج نادية - نادية عزت: سكر جارة شلش - سحر طلعت | - ألفت سكر: دولت جارة شلش - عنايات صالح: زوجة الاسطى فتحي - نهير أمين: همت جارة شلش - قاسم الدالي: أسطى فتحي - فيفي يوسف: أم قوت القلوب - رانيا فتح الله - نوال هاشم: زوج الأسطى عزقلاني - حسين الشريف: حلمي سائق شلش - سعيد عبيد - فاروق رمضان - سليمان حسين - محب كاسر - توفيق الكردي - طارق مندور: د. أيمن عثمان - حسن مصطفى - صلاح صادق - سيد عبد الفتاح - موسى سالم - محمود جليفون - عزت بدران - عادل الشناوي - مجدي سعيد: زميل نبيل - سيد مصطفى - عبد الرحمن حامد - سيد حسين - محمد جلال - فايزة أبو حطب - محمود الحفناوي: زميل هشام بالكلية |

## روابط خارجية
- مسلسل عائلة الاستاذ شلش
- صلاح ذو الفقار يحتفل مع فريق عمل مسلسل «عائلة شلش».. صورة نادرة
- تتر بداية مسلسل عائلة الاستاذ شلش على يوتيوب
- تتر نهاية مسلسل عائلة الاستاذ شلش على يوتيوب